# Данилин, Андрей Григорьевич
Данилин Андрей Григорьевич (2 сентября 1896, село Красное Михайловского уезда Рязанской губернии — 12 февраля 1942, Ленинград) — советский этнограф, музеевед, архивариус, первый исследователь алтайского бурханизма (религиозное движение на территории Южной Сибири в первой трети XX в.)

## Биография
Из семьи крестьянина-середняка.
Отец до 1928 г. был лишенцем, в 1928 г. постановлением Комиссии ВЦИК как доказавший честным трудом свою лояльность восстановлен в правах, с 1930 г. колхозник, мать — домохозяйка.
В 1916 г. окончил Рязанскую учительскую семинарию.
В 1916—1917 гг. матрос Черноморской транспортной флотилии.
В 1919—1920 гг. инспектор по внешкольному образованию Михайловского уездного отдела народного образования.
В 1919 г. при Университете Шанявского в Москве прослушал трехмесячные курсы по музейно-экскурсионно-выставочному делу.
В 1920—1921 гг. участник экспедиции в Туркестан, где он познакомился с С. Ф. Ольденбургом, В. В. Бартольдом, М. С. Андреевым, А. А. Семеновым и др.
В 1922—1927 гг. студент Географического института, географического факультета МГУ.
В 1923—1924 гг. научный сотрудник Центрального бюро краеведения, с 1925 г. заведующий этнографическим отделом Музея ЦПО в Москве.
В летние месяцы 1927—1929 гг. стал участником Ойротской комплексной экспедиции АН СССР, зимой — заместителем секретаря отдела этнографии и секретаря Комиссии по изучению народной музыки ГО.
1928 участник экспедиции Географического общества в Лодейнопольский округ.
В 1930—1932 гг. научный сотрудник ГАИМК, одновременно в 1931—1933 гг. научный сотрудник ИПИН, в 1933 г. заведующий политпросветотделом МАЭ.
С ноября 1933 г. научный сотрудник ЭО ГРМ, с 1934 г. — ГМЭ.
Работал заведующим архивом, секретарем редакционно-издательского бюро ГМЭ и т. д.
Материалы и этнографические коллекции А. Г. Данилина хранятся в Музее антропологии и этнографии (Кунсткамера) РАН, Российском этнографическом музее, Санкт-Петербургском филиале архива РАН, Алтайском государственном краеведческом музее, Музее истории религии и др.

## Основные публикации
- Общество любителей естествознания, антропологии и этнографии // Этнография. 1926. № 1-2. С. 262-265;
- Крестьянская одежда района Богословины Рязанской губернии // Труды Общества исследователей Рязанского края. 1927. Вып. IX. С. 19-22;
- Этнографическая работа в Якутской АССР // Этнография. 1927. № 1. С. 185-192;
- Приспособления для сноповой сушки хлеба у восточных славян и их соседей // Этнография. 1928. № 2. С. 68-90;
- Институт по изучению народов СССР // СЭ. 1931. № 1-2. С. 157-162;
- Краевой музей горских народов Северокавказского края // СЭ. 1931. № 3-4. С. 219-222;
- Бурханизм на Алтае и его контрреволюционная роль // СЭ. 1932. № 1. С. 63-91;
- Секция этнографии Всесоюзного географического съезда // СЭ. 1933. № 2. С. 113-117;
- Два письма Н.Я. Марра (Из научного архива Государственного музея этнографии в Ленинграде) // СЭ. 1936. № 4-5. С. 219-222;
- Из истории национально-освободительного движения на Алтае // Борьба классов. 1936. № 9;
- Данилин А. Г. Бурханизм (Из истории национально-освободительного движения в горном Алтае). Горно-Алтайск, 1993. 206 с.

## О нём
Арзютов Д. В., Данилина Л. А. Этнография этнографа: Андрей Григорьевич Данилин и его архивы // Сибирские исторические исследования. — 2020. — № 4. — С. 274—325. http://journals.tsu.ru/siberia/en/&journal_page=archive&id=2031 Архивная копия от 23 января 2021 на Wayback Machine